# Dentatherina
Dentatherina is een geslacht van straalvinnige vissen uit de familie van zilverflanken (Dentatherinidae).

## Soort
- Dentatherina merceri Patten & Ivantsoff, 1983